# Пан Чхоль Мі
Пан Чхоль Мі (кор. 방철미; 26 серпня 1994) — північнокорейська боксерка, призерка Олімпійських ігор, чемпіонка світу, Азії та Азійських ігор.

## Аматорська кар'єра
На Азійських іграх 2018 завоювала срібну медаль.
- В 1/16 фіналу перемогла Чутамат Раксат (Таїланд) — 4-1
- В 1/8 фіналу перемогла Іріш Маньйо (Філіппіни) — 5-0
- У чвертьфіналі перемогла Мадока Вада (Японія) — RSC
- У півфіналі перемогла Нгуєн Тхі Там (В'єтнам) — 4-0
- У фіналі програла Чан Юань (Китай) — 2-3

На чемпіонаті світу 2018 стала чемпіонкою.
- В 1/16 фіналу перемогла Бімалу Шреста (Непал) — 5-0
- В 1/8 фіналу перемогла Джутамас Джітпонг (Таїланд) — 5-0
- У чвертьфіналі перемогла Пінкі Янгра (Індія) — 5-0
- У півфіналі перемогла Вірджинію Фокс (США) — 5-0
- У фіналі перемогла Жайну Шекербекову (Казахстан) — 5-0

На чемпіонаті світу 2019 завоювала бронзову медаль.
- В 1/8 фіналу перемогла Сірі Сміт (Ірландія) — 3-2
- У чвертьфіналі перемогла Намікі Тсукімі (Японія) — 5-0
- У півфіналі програла Лілії Аєтбаєвій (Росія) — 1-4

На Азійських іграх 2022, що через пандемію коронавірусної хвороби пройшли 2023 року, стала чемпіонкою.
- В 1/8 фіналу перемогла Лім Е Джі (Південна Корея) — 5-0
- У чвертьфіналі перемогла Нгуєн Тхі Там (В'єтнам) — 5-0
- У півфіналі перемогла Нігіну Уктамову (Узбекистан) — 5-0
- У фіналі перемогла Чан Юань (Китай) — 3-2

На Олімпійських іграх 2024 завоювала бронзову медаль.
- В 1/8 фіналу перемогла Дженніфер Легейн (Ірландія) — 5-0
- У чвертьфіналі перемогла Станимиру Петрову (Болгарія) — 4-1
- У півфіналі програла Чан Юань (Китай) — 2-3